# Sange for en dyb stemme
Sange for en dyb stemme (til tekster af Nils Collett Vogt og Henrik Wergeland) is een verzameling liederen van Eyvind Alnæs. Het zijn toonzettingen van gedichten van Nils Collett Vogt en Henrik Wergeland. De liederen werden uitgegeven door Edition Wilhelm Hansen te Kopenhagen.
De liederen:
1. Mor (Vogt of Wergeland)
2. September (Vogt)
3. I en syg stund (Vogt)
4. Steinbrytervise (Wergeland)